# Pellucidomyia blantoni
Pellucidomyia blantoni är en tvåvingeart som först beskrevs av Lane 1956.  Pellucidomyia blantoni ingår i släktet Pellucidomyia och familjen svidknott.
Artens utbredningsområde är Panama. Inga underarter finns listade i Catalogue of Life.